# New Riders
| Recensione              | Giudizio |
| ----------------------- | -------- |
| AllMusic                | [ 3 ]    |
| Dizionario del Pop-Rock | [ 4 ]    |

New Riders è l'ottavo album dei New Riders of the Purple Sage, pubblicato dalla MCA Records nel maggio del 1976.

## Tracce

### LP
Lato A
1. Fifteen Days under the Hood – 2:42 (Jack Tempchin, Warren Hughey)
2. Annie May – 3:25 (Vick Thomas)
3. You Never Can Tell – 3:53 (Chuck Berry)
4. Hard to Handle – 3:38 (Alvertis Isbell, Allen Jones, Otis Redding)
5. Dead Flowers – 4:00 (Mick Jagger, Keith Richards)

Lato B
1. Don't Put Her Down – 4:12 (Hazel Dickens)
2. Honky Tonkin' (I Guess I Done Me Some) – 2:47 (Dilbert McClinton)
3. She's Looking Better Every Beer – 2:38 (John Shine)
4. Can't Get over You – 2:03 (John Dawson)
5. The Swimming Song – 2:08 (Loudon Wainwright III)

## Formazione
- John Dawson - chitarra ritmica, voce
- David Nelson - chitarra solista, voce
- Buddy Cage - chitarra pedal steel
- Skip Battin - basso, voce
- Spencer Dryden - batteria

Note aggiuntive
- Bob Johnston - produttore
- Registrazioni effettuate al Record Plant di Sausalito (California), aprile 1976
- Tom Flye - ingegnere delle registrazioni
- Eric Schilling - assistente ingegnere delle registrazioni
- Dale Franklin - manager
- Robbie Cook e Bruce Hendricks - crew
- Maruska Greene - segretaria
- Christine Kelly - contabile
- Ruby Tarver - fan mail
- Agenzia: Magna Artists, Ron Rainey
- Rod Dyer, Inc. - design copertina album originale
- George Osaki - art direction[6]

## Classifica
Album
| Anno | Classifica    | Posizione raggiunta |
| ---- | ------------- | ------------------- |
| 1976 | Billboard 200 | 145                 |